# Il siero della vanità
Il siero della vanità es una película italiana del género giallo dirigida por Alex Infascelli y estrenada en 2004. Está levemente basada en la novela Il libro italiano dei morti de Niccolò Ammaniti y contó con las actuaciones de Margherita Buy, Francesca Neri y Valerio Mastandrea.

## Sinopsis
Grandes estrellas de la televisión italiana están siendo misteriosamente asesinadas. Dos detectives, Lucía y Franco, empiezan a investigar el caso. Todas las pistas los llevan a una sola persona: Sonia Norton, una poderosa actriz que mueve todos los hilos mediáticos en Italia que se convierte en la principal sospechosa.

## Reparto
- Margherita Buy es Lucia Allasco
- Francesca Neri es Sonia Norton
- Valerio Mastandrea es Franco Berardi
- Barbora Bobuľová es Azzurra Rispoli
- Marco Giallini es Michele Benda
- Ninni Bruschetta es Vittorio Terracciano
- Luis Molteni es Rocco Piccolo
- Rosario J. Gnolo es Daniel
- Armando De Razza es Michel Simone